# 戴爾·奇胡利
戴爾·奇胡利（英語：Dale Chihuly；1941年9月20日—）是美國玻璃藝術家和企業家。他最出名的是吹製玻璃領域，將其推向大型雕塑領域。

## 早期
戴爾·奇胡利於1941年9月20日在華盛頓州的塔科馬出生。他的父母為喬治·奇胡利和維奧拉·奇胡利，而他的祖父出生在斯洛伐克。